# Neoppia schauenbergi
Neoppia schauenbergi är en kvalsterart som först beskrevs av Sandór Mahunka 1985.  Neoppia schauenbergi ingår i släktet Neoppia och familjen Oppiidae. Inga underarter finns listade i Catalogue of Life.